# Nógrád
 For alternative betydninger, se Nógrád (flertydig). (Se også artikler, som begynder med Nógrád)
Nógrád er en landsby i provinsen Nógrád i Ungarn med 1.634(2024) indbyggere. Landsbyen er vokset op omkring borgen af samme navn.